# Associazione Calcio Legnano 1977-1978
Questa voce raccoglie le informazioni riguardanti l'Associazione Calcio Legnano nelle competizioni ufficiali della stagione 1977-1978.

## Stagione

Riccardo Talarini, al Legnano dal 1962 al 1978

Questo è l'ultimo campionato con la struttura della piramide calcistica italiana organizzata in quattro livelli nazionali (Serie A, B, C e D). Dalla stagione successiva la Serie C sarà scissa in due nuovi livelli nazionali, la Serie C1 e la Serie C2, con conseguente considerevole aumento delle squadre promosse dalla Serie D: infatti la Serie C è costituita da 3 gironi da 20 squadre mentre, con la nuova organizzazione, la Serie C1 e la Serie C2 saranno formate, rispettivamente, da due gironi da 18 squadre e da quattro gironi da 18 squadre. Per tale motivo, viene deciso che per la stagione 1977-1978 di Serie D le promozioni sarebbero state quattro per girone e non una come in precedenza.
Per quanto riguarda il Legnano, non è ancora possibile trovare un nuovo acquirente e quindi la società continua ad essere retta dal commissario straordinario Rolando Landoni. La dirigenza decide di confermare in toto l'organico della stagione precedente. Nella stagione 1977-78 di Serie D i Lilla arrivano al 2º posto a 43 punti, a tre lunghezze dal Pavia capolista, venendo promossi al nuovo campionato di Serie C2 insieme al Fanfulla, al Vigevano e, per delibera della F.I.G.C., alla Rhodense. Invece, in Coppa Italia Semiprofessionisti, i Lilla giungono terzi ed ultimi nel girone 5 della fase eliminatoria, risultato che non è sufficiente a qualificare la squadra ai sedicesimi di finale.
Questa è l'ultima stagione disputata dal difensore e capitano Riccardo Talarini, che totalizza 401 partite in sedici campionati diventando una delle bandiera lilla. Con questi numeri Riccardo Talarini, che ha esordito in maglia lilla con Gigi Riva nel 1962-63, è ancora oggi il giocatore con più presenze nella storia del Legnano.

## Divise
| Casa |

## Organigramma societario
Area direttiva
- Presidente: -
- Commissario straordinario: Rolando Landoni

Area tecnica
- Allenatore: Luciano Sassi

## Rosa
| N. |                   | Ruolo | Calciatore         |
| -- | ----------------- | ----- | ------------------ |
|    | Italia (bandiera) | P     | Pierangelo Belli   |
|    | Italia (bandiera) | D     | Roberto Besia      |
|    | Italia (bandiera) | A     | Romualdo Capocci   |
|    | Italia (bandiera) | C     | Mario Cautillo     |
|    | Italia (bandiera) | D     | Alessandro Cribio  |
|    | Italia (bandiera) | A     | Sergio Fornara     |
|    | Italia (bandiera) | A     | Giovanni Fumagalli |
|    | Italia (bandiera) | A     | Daniele Gelosi     |

| N. |                   | Ruolo | Calciatore         |
| -- | ----------------- | ----- | ------------------ |
|    | Italia (bandiera) | C     | Marcello Grandi    |
|    | Italia (bandiera) | A     | Giorgio Guarnieri  |
|    | Italia (bandiera) | C     | Antonio Mambretti  |
|    | Italia (bandiera) | C     | Antonio Ribello    |
|    | Italia (bandiera) | C     | Giovanni Rota      |
|    | Italia (bandiera) | P     | Antonello Sartorel |
|    | Italia (bandiera) | D     | Riccardo Talarini  |
|    | Italia (bandiera) | C     | Giovanni Xotta     |

## Risultati

### Serie D (girone B)

#### Girone d'andata
| Sesto San Giovanni 18 settembre 1977 1ª giornata | Pro Sesto       | 0 – 0 | Legnano | Stadio Breda\| Arbitro: \| Perosino (Asti) \| |
| Arbitro:                                         | Perosino (Asti) |       |         |                                               |

| Arbitro: | Polacco (Conegliano Veneto) |

|                    |           |  |
| Fumagalli 15’, 69’ | Marcatori |  |

| Arbitro: | Luci (Firenze) |

|                 |           |  |
| Facchinetti 30’ | Marcatori |  |

| Arbitro: | Chiesa (Genova) |

|                            |           |                   |
| Guarnieri 5’ Fumagalli 79’ | Marcatori | 85’ (rig.) Perini |

| Desio 16 ottobre 1977 5ª giornata | Aurora Desio     | 0 – 0 | Legnano | Stadio Comunale\| Arbitro: \| Robusti (Savona) \| |
| Arbitro:                          | Robusti (Savona) |       |         |                                                   |

| Arbitro: | Grasso (Asti) |

|                                           |           |             |
| Fornara 22’ (rig.) Guarnieri 29’ Rota 58’ | Marcatori | 80’ Marnati |

| Arbitro: | Tuveri (Cagliari) |

|             |           |             |
| Gaffuli 37’ | Marcatori | 23’ Capocci |

| Arbitro: | De Rossi (Mestre) |

|  |           |             |
|  | Marcatori | 54’ Pedotti |

| Solbiate Arno 13 novembre 1977 9ª giornata | Solbiatese         | 0 – 0 | Legnano | Stadio Felice Chinetti\| Arbitro: \| Bianciardi (Siena) \| |
| Arbitro:                                   | Bianciardi (Siena) |       |         |                                                            |

| Arbitro: | Suzzi (Monfalcone) |

|                          |           |  |
| Cribio 43’ Fumagalli 88’ | Marcatori |  |

| Carate Brianza 27 novembre 1977 11ª giornata | Caratese        | 0 – 0 | Legnano | Campo Sportivo\| Arbitro: \| Sanna (Alghero) \| |
| Arbitro:                                     | Sanna (Alghero) |       |         |                                                 |

| Arbitro: | Betti (Siena) |

|                           |           |  |
| Fornara 18’ Fumagalli 87’ | Marcatori |  |

| Arbitro: | P.L. Damiani (Cagliari) |

|                   |           |  |
| Acerbi 44’ (rig.) | Marcatori |  |

| Arbitro: | Giannoni (jesi) |

|                        |           |            |
| Rota 12’ Fumagalli 30’ | Marcatori | 42’ Agazzi |

| Verona 31 dicembre 1977 15ª giornata | Chievo       | 0 – 0 | Legnano | Campo Bottagisio\| Arbitro: \| Bin (Torino) \| |
| Arbitro:                             | Bin (Torino) |       |         |                                                |

| Arbitro: | Tosti (Livorno) |

|                    |           |  |
| Fornara 80’ (rig.) | Marcatori |  |

| Arbitro: | Viterbo (Ivrea) |

|                   |           |  |
| Marini 13’ (rig.) | Marcatori |  |

#### Girone di ritorno
| Arbitro: | Pavirani (Cesena) |

|                   |           |  |
| Fornara 6’ (rig.) | Marcatori |  |

| Arbitro: | Chiesa (Genova) |

|                 |           |                        |
| Mori 51’ (rig.) | Marcatori | 45’ Fumagalli 61’ Rota |

| Arbitro: | Sanna (Cagliari) |

|          |           |  |
| Rota 71’ | Marcatori |  |

| Arbitro: | Boschi (Parma) |

|  |           |                                   |
|  | Marcatori | 35’ Fornara 67’ (aut.) De Martini |

| Arbitro: | Suzzi (Monfalcone) |

|               |           |                |
| Fumagalli 47’ | Marcatori | 13’ Garavaglia |

| Arbitro: | Lugli (Reggio Emilia) |

|                   |           |            |
| Francischiello 5’ | Marcatori | 56’ Cribio |

| Arbitro: | Marascia (Roma) |

|                    |           |             |
| Fornara 51’ (rig.) | Marcatori | 69’ Gaffara |

| Arbitro: | Ronchetti (Modena) |

|            |           |               |
| Albino 31’ | Marcatori | 77’ Guarnieri |

| Arbitro: | Bin (Torino) |

|           |           |  |
| Xotta 13’ | Marcatori |  |

| Arbitro: | Lamorgese (Potenza) |

|                |           |               |
| Angiolillo 80’ | Marcatori | 66’ Guarnieri |

| Arbitro: | Tarantola (Genova) |

|                             |           |              |
| Fumagalli 37’ Guarnieri 88’ | Marcatori | 32’ Milani I |

| Arbitro: | Gibellini (Modena) |

|  |           |                              |
|  | Marcatori | 42’, 43’ Guarnieri 50’ Xotta |

| Legnano 23 aprile 1978 30ª giornata | Legnano           | 0 – 0 | Fanfulla | Stadio Comunale\| Arbitro: \| Ramicone (Tivoli) \| |
| Arbitro:                            | Ramicone (Tivoli) |       |          |                                                    |

| Arbitro: | Nieri (Rimini) |

|                   |           |           |
| Agazzi 57’ (rig.) | Marcatori | 61’ Xotta |

| Arbitro: | Mento (Vercelli) |

|           |           |              |
| Xotta 16’ | Marcatori | 90+1’ Giobbi |

| Arbitro: | Concedda (Carbonia) |

|                           |           |           |
| Puricelli 31’, 84’ (rig.) | Marcatori | 48’ Xotta |

| Legnano 21 maggio 1978 34ª giornata | Legnano             | 0 – 0 | Benacense 1905 | Stadio Comunale\| Arbitro: \| Bragagnolo (Torino) \| |
| Arbitro:                            | Bragagnolo (Torino) |       |                |                                                      |

### Coppa Italia Semiprofessionisti (girone 5)

#### Girone d'andata
| Arbitro: | Pairetto (Torino) |

|              |           |                 |
| Fumagalli 6’ | Marcatori | 81’ (rig.) Pota |

| Arbitro: | Bianciardi (Siena) |

|                         |           |                      |
| Fornara 55’ (rig.), 90’ | Marcatori | 19’, 50’ Pietropaolo |

| 28 agosto 1977 3ª giornata |  | – Turno di riposo Legnano |  |  |

#### Girone di ritorno
| 31 agosto 1977 4ª giornata |  | – Turno di riposo Legnano |  |  |

| Arbitro: | Stillacci (Torino) |

|           |           |                    |
| Frara 85’ | Marcatori | 56’ (rig.) Fornara |

| Arbitro: | Testa (Prato) |

|                      |           |  |
| Minini 18’ Corti 69’ | Marcatori |  |

## Statistiche

### Statistiche di squadra
| Competizione                    | Punti | Totale | Totale | Totale | Totale | Totale | Totale | DR  |
| Competizione                    | Punti | G      | V      | N      | P      | Gf     | Gs     | DR  |
| ------------------------------- | ----- | ------ | ------ | ------ | ------ | ------ | ------ | --- |
| Serie D                         | 43    | 34     | 14     | 15     | 5      | 35     | 19     | +16 |
| Coppa Italia Semiprofessionisti | 3     | 4      | 0      | 3      | 1      | 4      | 6      | -2  |

### Statistiche dei giocatori
| Giocatore    | Serie D  | Serie D |
| Giocatore    | Presenze | Reti    |
| ------------ | -------- | ------- |
| P. Belli     | 0        | 0       |
| R. Besia     | 21       | 1       |
| R. Capocci   | 31       | 1       |
| M. Cautillo  | 30       | 0       |
| A. Cribio    | 27       | 2       |
| S. Fornara   | 28       | 6       |
| G. Fumagalli | 34       | 9       |
| D. Gelosi    | 1        | 0       |
| M. Grandi    | 29       | 0       |
| G. Guarnieri | 30       | 7       |
| A. Mambretti | 15       | 0       |
| A. Ribello   | 21       | 0       |
| G. Rota      | 29       | 4       |
| A. Sartorel  | 34       | 0       |
| R. Talarini  | 25       | 0       |
| G. Xotta     | 30       | 5       |